# آیگولوو
آیگولوو (انگلیسی: Aygulevo) یک شهرک در شهرستان استرلیتاماکسکی استان باشقیرستان کشور روسیه است.